# Ingo Dubinski
Ingo Dubinski (* 16. Oktober 1963 in Ost-Berlin) ist ein deutscher Journalist und Moderator.

## Leben
Nach einem Studium an der Sektion Journalistik der Leipziger Karl-Marx-Universität Leipzig wurde Dubinski im Herbst 1989 Moderator des Jugendmagazins Elf 99 im DDR-Fernsehen.
Nach 1990 moderierte er zahlreiche Sendungen der ARD, zum Beispiel die Quizshow für Schüler Supergrips (BR), Mit Dubinski reisen (MDR), Jetzt oder nie (Das Erste), WunschBox (Das Erste), Ein Platz an der Sonne und Die goldene Eins (Das Erste), Achtung Action (BR), Spot(t) an! (MDR), Kopf oder Zahl (MDR).
Bei einer Überprüfung sämtlicher freier Mitarbeiter des MDR kam Ende August 2001 ans Licht, dass Dubinski 1983 während seiner Armeezeit acht Monate lang als inoffizieller Mitarbeiter (IM „Diplomat“) des Ministeriums für Staatssicherheit (Stasi) tätig werden sollte. Die 89 Seiten umfassende Akte belegt, dass Dubinski im Alter von 19 Jahren als Wehrdienstleistender bei der Nationalen Volksarmee von der für die Überwachung der Armee zuständigen Stasi-Hauptabteilung 1 angeworben worden war. Er sollte für die Stasi vor allem Informationen über einen Stubenkameraden, den kirchlich engagierten späteren Pfarrer Christhard Rüdiger, liefern. Ingo Dubinski gab der Stasi keine brauchbaren Informationen, so dass der Führungsoffizier Dubinski attestierte, er habe seine „Glaubwürdigkeit letztlich nicht unter Beweis gestellt“. Mit seinem Ausscheiden aus der Armee endete seine IM-Tätigkeit. Die Akte dokumentiert, dass Dubinski selbst in dieser Zeit mit dem SED-Staat in Konflikt geriet. Er weigerte sich, den Kontakt zu einem Onkel im Westberlin abzubrechen. Dieser Konflikt mit der Stasi war der Grund, warum sich Ingo Dubinski 1984 gegen ein Studium der Außenpolitik in Moskau entschied. Nach der Entlassung aus der Armee arbeitete er als Straßenbahnfahrer in Ost-Berlin. 1985 begann er ein Journalistik-Volontariat beim Fernsehen der DDR.
1986 begann er an der Universität in Leipzig ein Journalistikstudium mit der Spezialausbildung zum Sportreporter, das er 1990 mit einem Diplom beendete.
Ab September 1989 wurde Ingo Dubinski Moderator des Jugendmagazins ELF99, das in der Wendezeit der DDR für großes Aufsehen sorgte und nach dem Fall der Mauer mit einem Bambi ausgezeichnet wurde.
Von da an bis 2004 war Ingo Dubinski als Moderator in rund 1.700 TV Shows zu sehen. Auch als Autor und Produzent u. a. der Reisesendung Mit Dubinski reisen war er tätig.
Nach Bekanntwerden der Stasi-Vorwürfe 2001 verzichtete Dubinski von sich aus auf sämtliche Auftritte als Moderator seiner Fernsehshows. Dubinskis Fernsehsendungen WunschBox, Ein Platz an der Sonne und Mit Dubinski reisen wurden zwar von der ARD kurzfristig aus dem Programm genommen, jedoch urteilte der Untersuchungsausschuss des MDR, dass die Vorgänge während Dubinskis Armeezeit keinen Anlass gäben, ihn vom Bildschirm zu verbannen. Nach drei Monaten kehrte Dubinski als Moderator seiner Shows auf den Bildschirm zurück. WunschBox und Ein Platz an der Sonne moderierte er bis 2003. Bis 2004 produzierte und moderierte Dubinski für den MDR sein Reisemagazin Mit Dubinski reisen.
Dubinski arbeitet als Journalist, Autor, Filmemacher und Moderator auch außerhalb des Fernsehens. Unter anderem moderierte er wiederholt die Wahlen zur „Miss Germany“.
Für die Lufthansa moderierte er am Flughafen Frankfurt Main das „roll.in“ eines Airbus A320, für den Europa-Park die Eröffnungen der Hotels Colosseo, Bell Rock und Krønasår.
Seit 15 Jahren engagiert sich Ingo Dubinski beim Deutschen Kinderhilfswerk und moderiert die Verleihung der „Goldenen Göre“ im Europapark. Im Sommer 2007 ernannte das Deutsche Kinderhilfswerk Dubinski zu seinem Botschafter. 
Außerdem war er Werbepartner der Marke Camp David und drei Jahre in den Vereinigten Arabischen Emiraten als touristischer PR-Berater.
Er ist Vater von drei Kindern und lebt zusammen mit der Sängerin Silke Fischer in der Nähe von Plauen im Vogtland.

## Trivia
In einem Einspielfilm seiner Reisesendung war im Jahr 1999 vermeintlich kurz das Geschlechtsteil von Ingo Dubinski unter einem Sauna-Handtuch zu sehen. Daraufhin hat der TV-Komiker Stefan Raab diesem Penis ein Lied gewidmet. Uraufführung des Liedes Der Puller von Dubinski war am 24. Januar 2000 in der Sendung TV total.
Ein Lied der Punkband Supernichts trägt den Titel Ingo Dubinski / Andie MacDowell. Der Text besteht im Wesentlichen aus den Zeilen „Ich bin nicht Ingo Dubinski […] / Ich bin nicht Andie MacDowell“. Das Lied wurde 2001 auf dem Album „Chaosübersehgenie“ veröffentlicht.